# Madiea Ghafoor
Madiea Ghafoor, född 9 september 1992 i Amsterdam, är en före detta nederländsk friidrottare som främst har sprungit 400 meter men som  även har deltagit i 60-, 100-, 200- och 300-meterslopp. Hon var en del av Nederländernas trupp i  OS 2016 i Rio och sprang där i stafettlaget, 4 × 400 meter. Hon var i final på 400 meter vid EM i Berlin 2018 och kom där på åttonde och sista plats.
Hon tog brons på 400 meter i Junioreuropamästerskapen i friidrott 2011 i Estland.
I juli 2019 arresterades Madiea Ghafoor i Tyskland för smuggling av droger till ett värde av cirka 20 miljoner kronor Hon hade 2 kg metamfetamin och 50 kg  ecstacy i lådor som hon hävdade innehöll löparskor. Den 4 november 2019 dömdes Ghafoor till 8,5 års fängelse av en domstol i Kleve, Tyskland.